# Anthoceros
Anthoceros is een geslacht van hoornkruid in de familie Anthocerotaceae. Het geslacht is wereldwijd in zijn verspreiding. De naam betekent 'bloemhoorn' en verwijst naar de karakteristieke hoornvormige sporofyten die alle hoornkruid produceren.

Anthoceros agrestis

## Beschrijving
Soorten van Anthoceros worden gekenmerkt door een kleine tot middelgrote, groene thallus, die min of meer gelobd is langs de randen. De sporen zijn donkergrijs, donkerbruin of zwart, dit is de gemakkelijkste manier om Anthoceros te onderscheiden van het verwante geslacht Phaeoceros, dat gele sporen produceert. De sporofyten van Anthoceros zijn groter en veel complexer dan die van Riccia, Marchantia en Pellia. Het is gedifferentieerd in een voet, een vernauwing-achtige tussenzone en een capsule. Er is geen seta. Het ontstaat in clusters van het dorsale oppervlak van het thallus, elk omgeven aan de basis een buisvormig omhulsel.
Anthoceros-soorten zijn gastheer voor soorten van Nostoc, een symbiotische relatie waarin Nostoc stikstof aan zijn gastheer levert via cellen die bekend staan als heterocysten, en die fotosynthese kunnen uitvoeren. De Nostoc-kolonies zijn aanwezig op het onderste ventrale oppervlak en zijn zichtbaar als blauwgroene vlekken die naar buiten toe openen door slijmporiën. 

## Leefwijze
Dit hoornblad groeit in vochtige kleigronden op heuvels, in greppels en in vochtige holtes tussen rotsen. Het volwassen plantenlichaam is een gametofyt.

## Soorten
- Anthoceros agrestis
- Anthoceros himalayensis
- Anthoceros hispidus
- Anthoceros lamellatus
- Anthoceros neesii
- Anthoceros punctatus
- Anthoceros sambesianus
- Anthoceros scariosus
- Anthoceros tristanianus